# Копеечниковые
Копеечниковые (лат. Hedysareae) — триба двудольных растений семейства Бобовые (Fabaceae).

## Описание
Представители трибы — многолетние травянистые растения, полукустарники, кустарники, реже небольшие деревья.

## Ареал
Представители трибы встречаются на севере и северо-востоке Африки, в Европе, Азии, Северной Америке. 52 вида из 8 родов трибы являются эндемиками Китая.

## Роды
Триба состоит из 11 родов, которые включают в себя 400—600 видов.
По данным NCBI следующие роды входят в трибу:
- Alhagi Gagnebin, 1755 — Верблюжья колючка
- Calophaca Fisch. ex DC., 1825 — Майкараган
- Caragana Fabr., 1763 — Карагана
- Corethrodendron Fisch. & Basiner, 1845
- Ebenus L., 1753
- Eversmannia Bunge, 1838 — Эверсманния
- Halimodendron Fisch. ex DC., 1825 — Чингиль
- Hedysarum L., 1753 — Копеечник typus
- Onobrychis Mill., 1754 — Эспарцет
- Podlechiella Maassoumi & Kaz.Osaloo, 2003
- Sartoria Boiss. & Heldr., 1849
- Sulla Medik.. 1787
- Taverniera DC., 1825

## Галерея

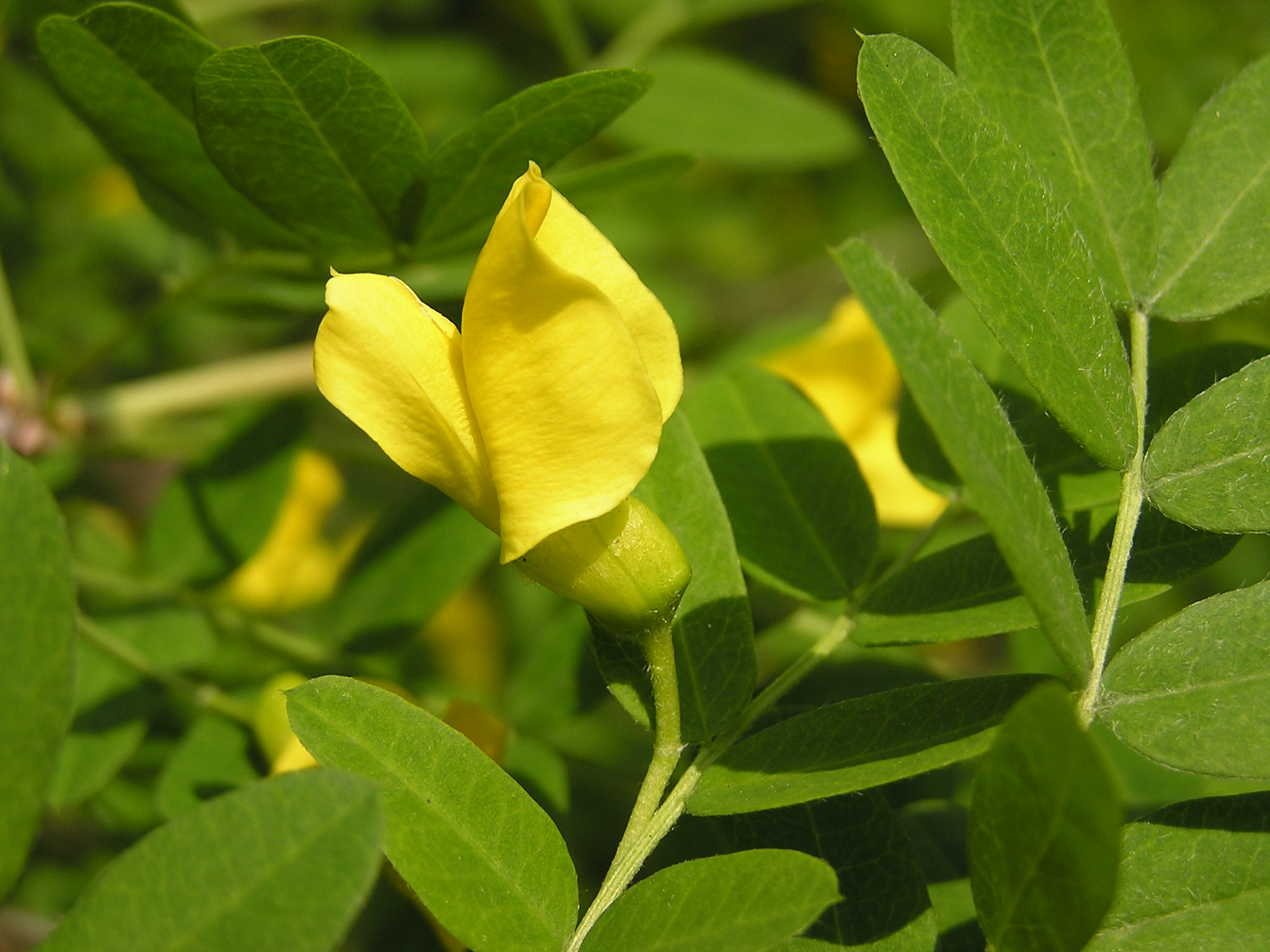
Карагана древовидная
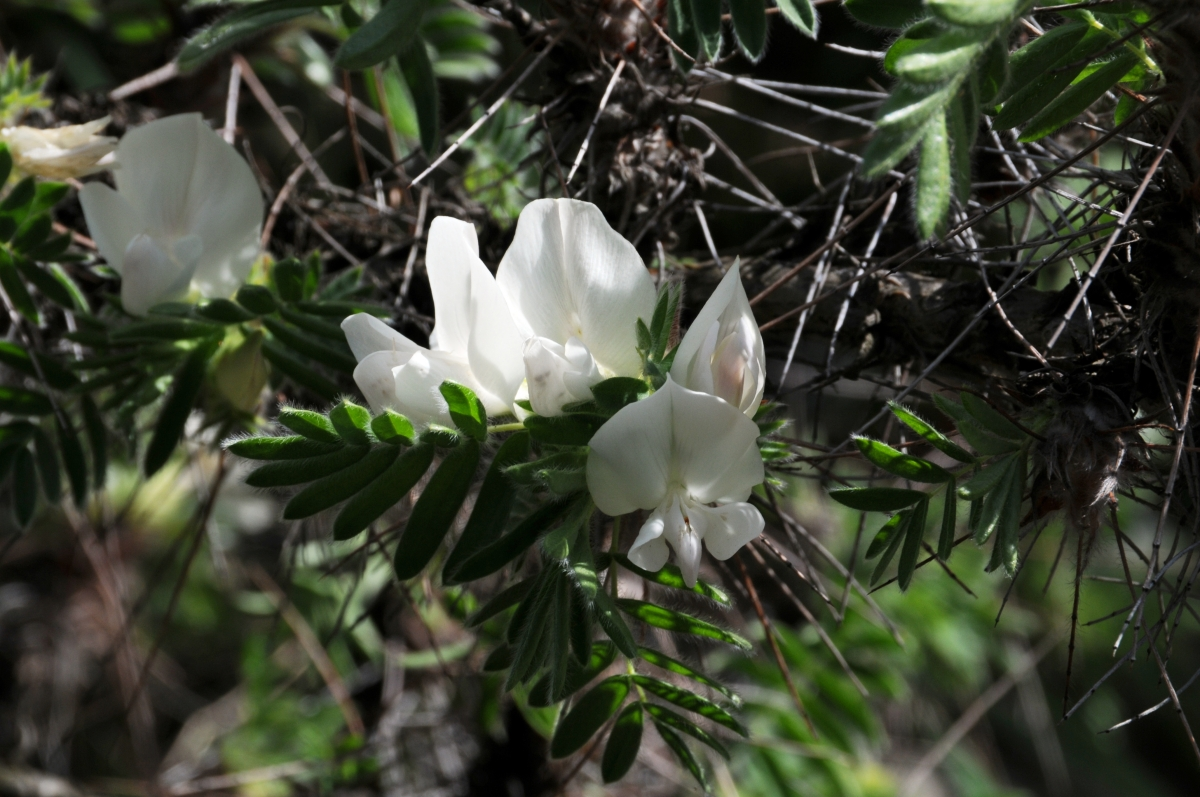
Карагана гривастая
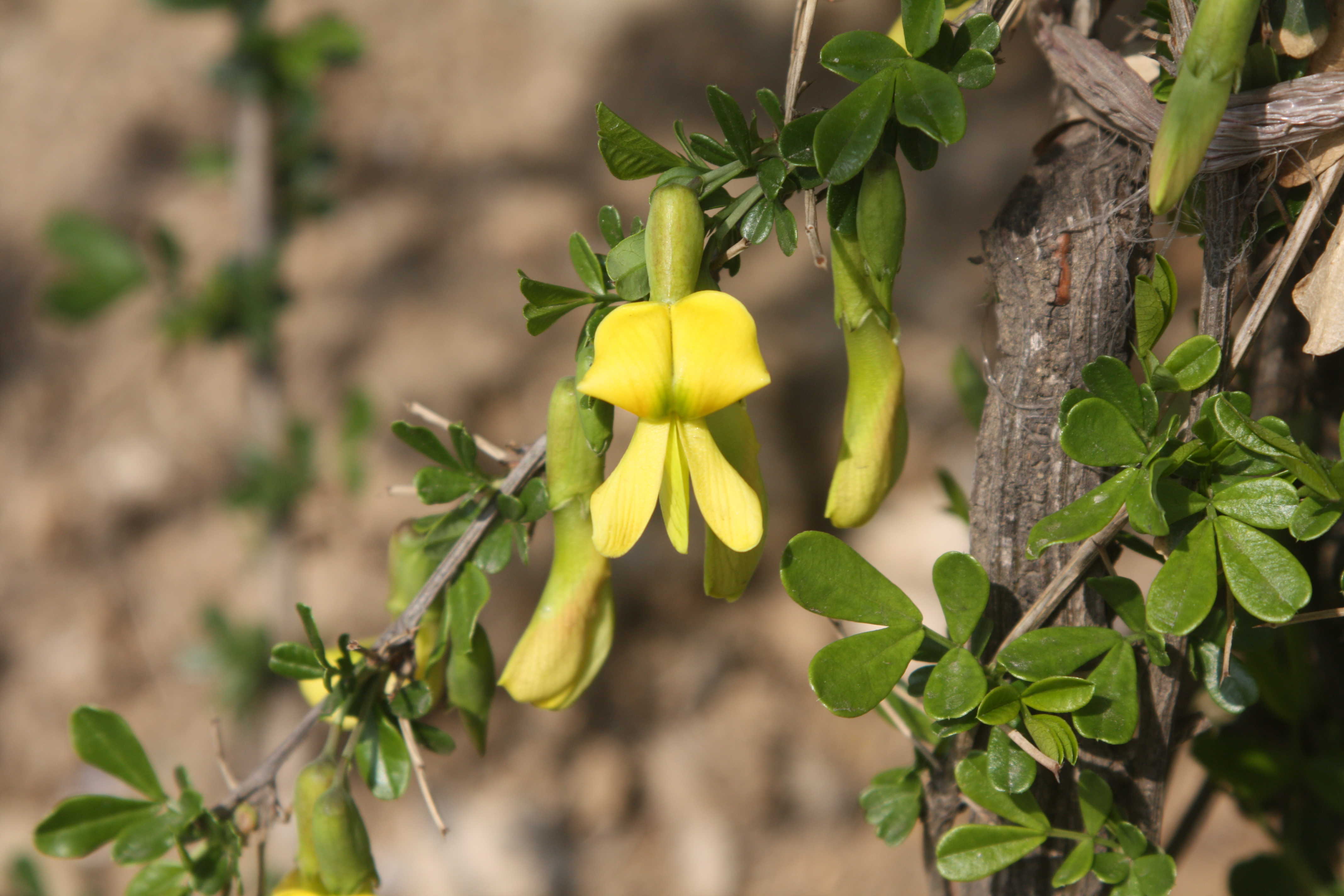
Caragana sinica
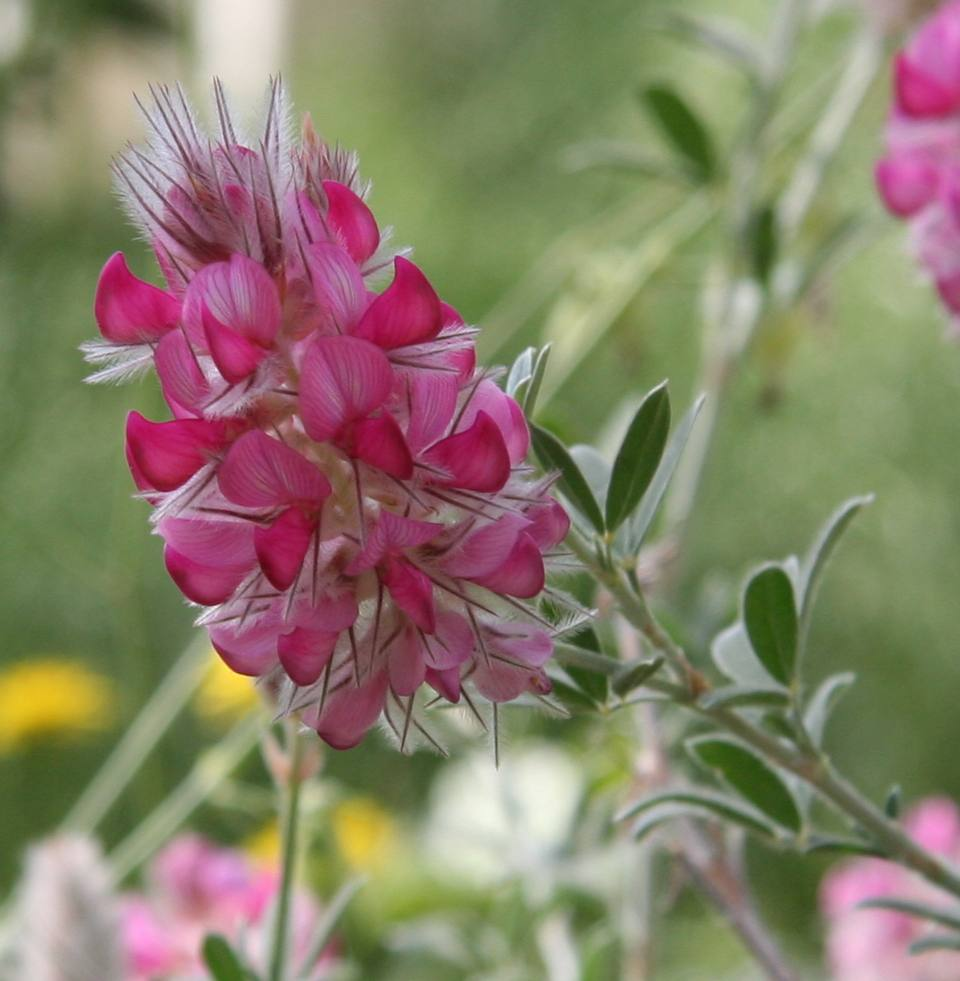
Ebenus cretica
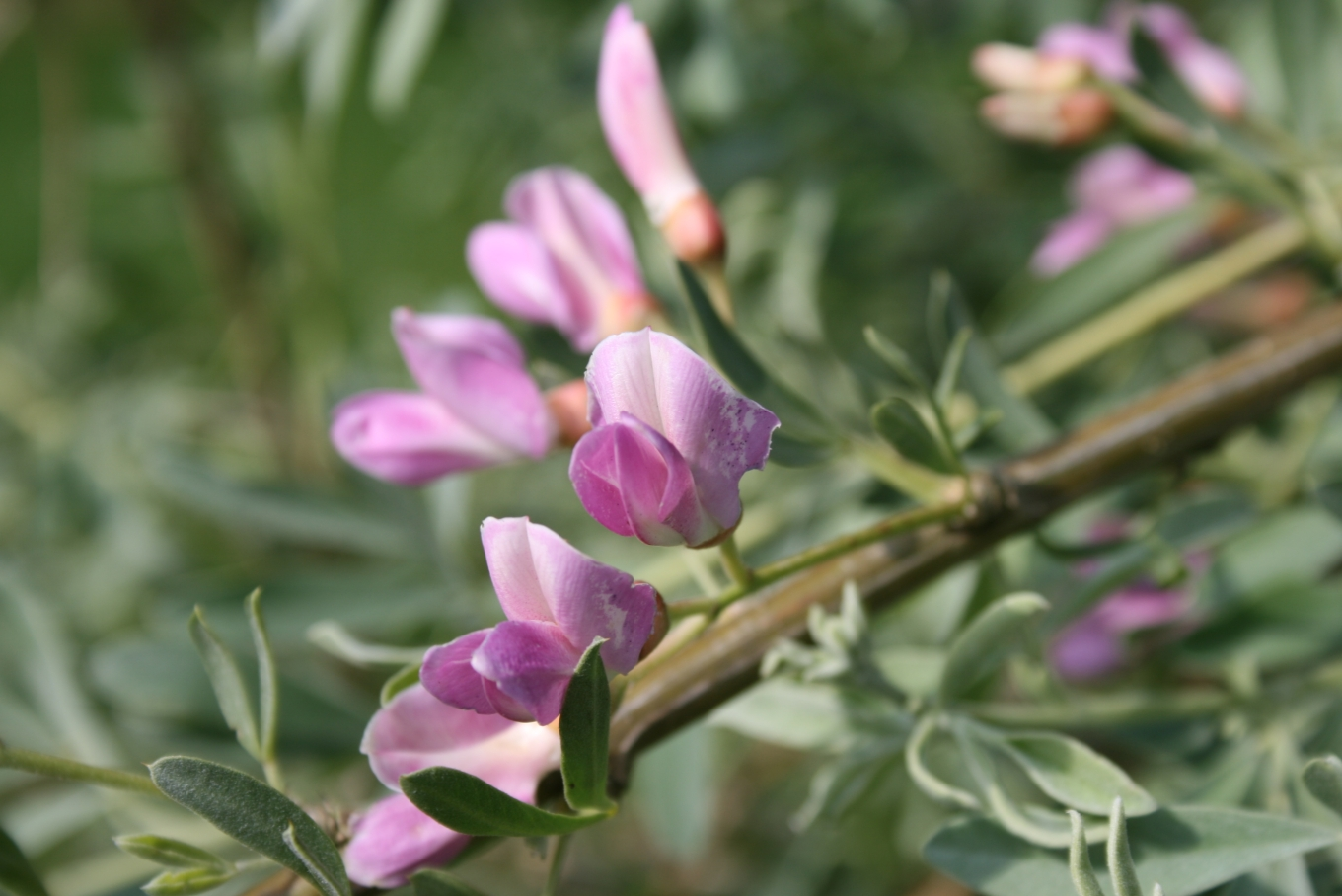
Чингиль
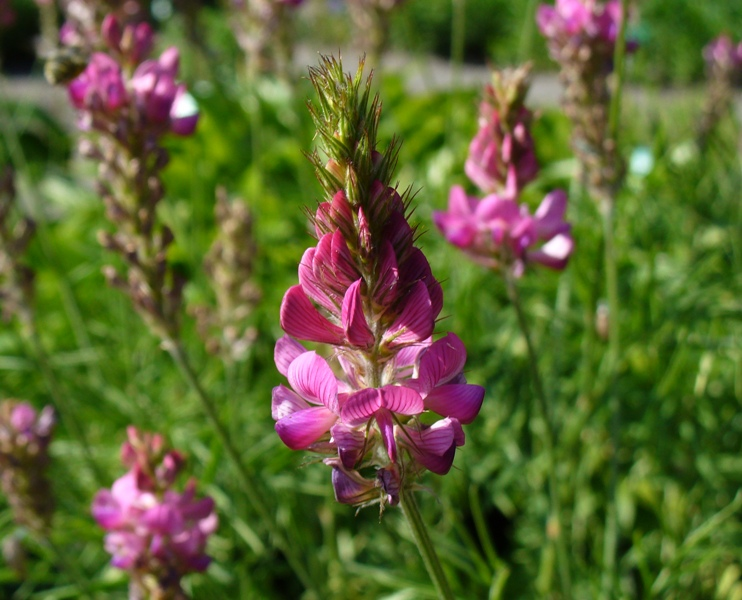
Onobrychis montana
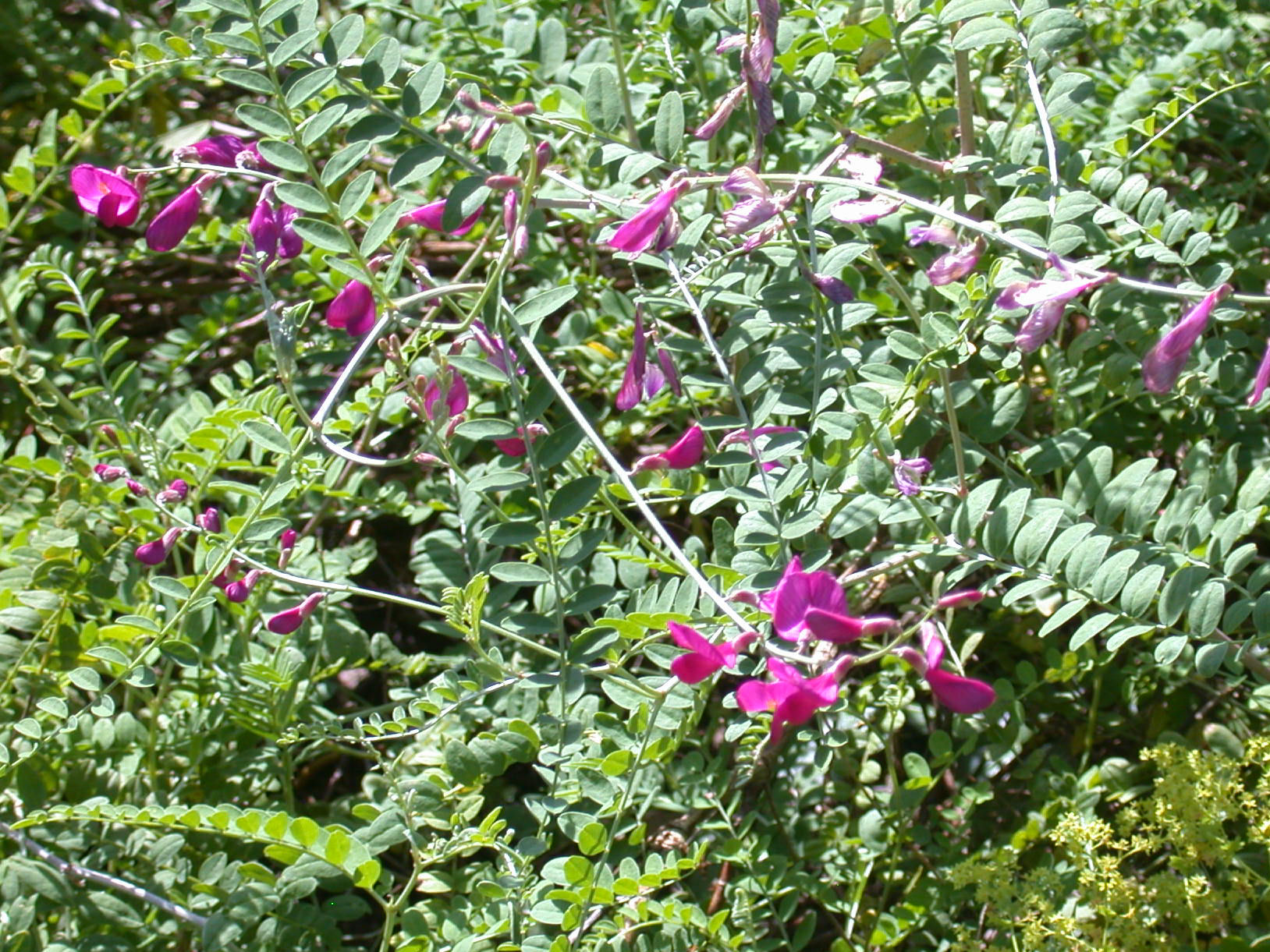
Hedysarum multijugum
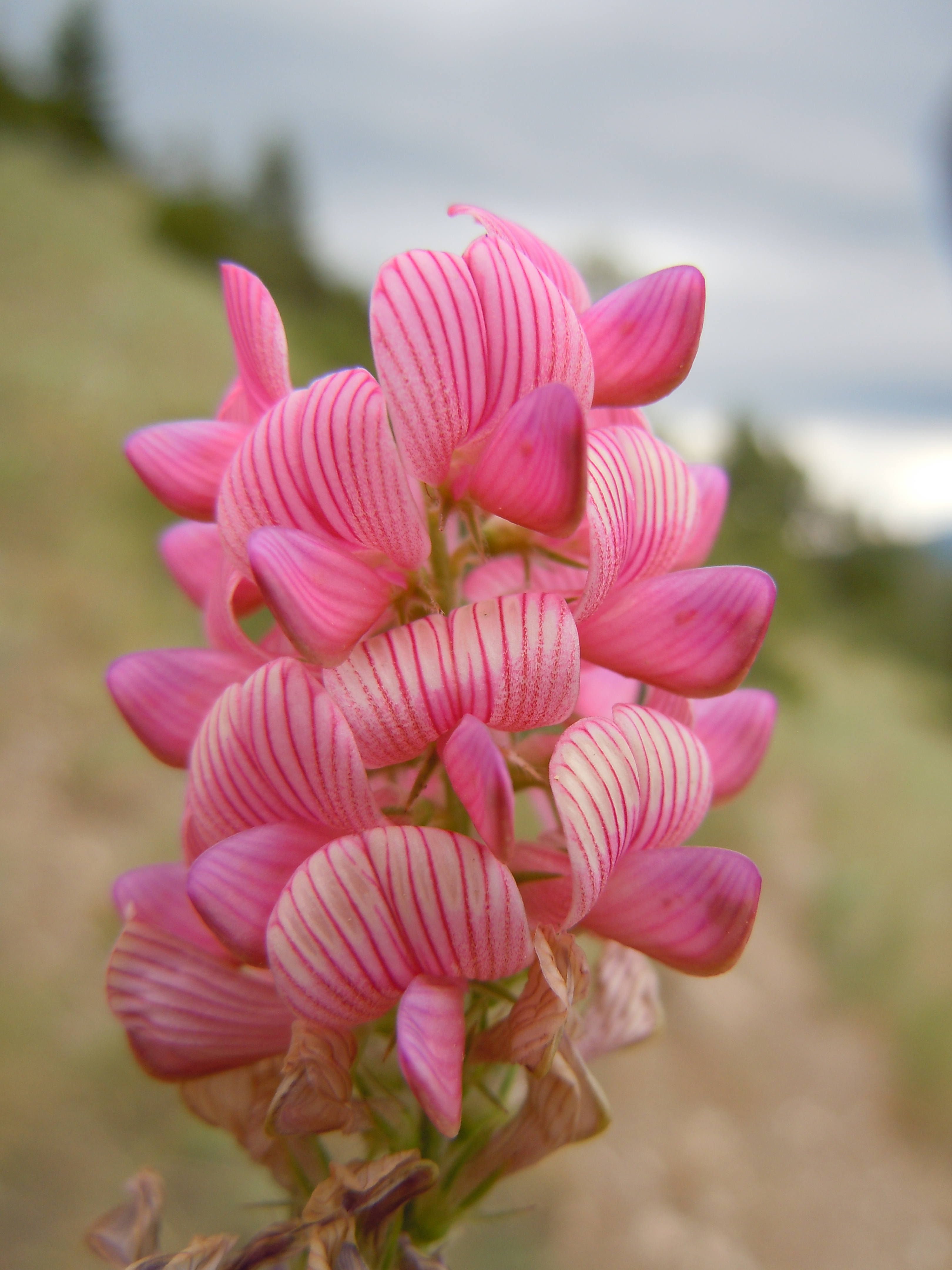
Onobrychis viciifolia
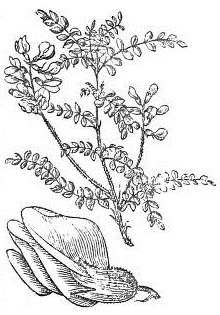
Майкараган волжский Ботаническая иллюстрация Дж. К. Лоудона